# Carirubana
Carirubana è un comune del Venezuela situato nello stato del Falcón.
Il capoluogo del comune è la città di Punto Fijo.